# جائزة بيرويك
جائزة برويك وجائزة كبار بيرويك هي جائزتين لجمعية الرياضيات في لندن منحت في السنوات بالتناوب في ذكرى وليام إدوارد هودسون بيرويك، نائب الرئيس السابق لجمعية الرياضيات في لندن. بيرويك ترك بعض المال الذي يعطى للجمعية لإنشاء جائزتين. أرملته ديزي مايو بيرويك أعطت الجمعية الأموال وتأسيس الجمعية على الجوائز، وأول جائزة كبار بيرويك تم تقديمها في عام 1946، وأول جائزة بيرويك جديدة في العام التالي. ويتم منح الجوائز «تقديرا للبحوث الرياضية المهمة..و المنشورة من قبل الجمعية» في السنوات الثماني قبل عام الجائزة.

## الحائزون على جائزة كبار بيرويك
- 1946 لويس مورديل
- 1948 جون هنري وايتهيد
- 1950 كورت ماهلر
- 1952 William V D Hodge
- 1954 هارولد دافنبورت  [لغات أخرى]‏
- 1956 Edward Charles Titchmarsh
- 1958 فيليب هال
- 1960 جون إيدنسور ليتلوود
- 1962 Graham Higman
- 1964 Walter Hayman
- 1966 F F Bonsall  [لغات أخرى]‏
- 1968 George Leo Watson
- 1970 Alfred Goldie
- 1972 Richard Rado
- 1974 Paul Cohn
- 1976 Albrecht Fröhlich
- 1978 إدوارد ميتلاند رايت
- 1980 Christopher Hooley
- 1982 جون تومسون
- 1984 James Alexander Green
- 1986 G Peter Scott
- 1988 ديفيد بي. أ. إبستاين
- 1990 نايجل هيتشن
- 1992 James Eells
- 1994 Andrew A Ranicki
- 1996 Roger Heath-Brown
- 1998 إي. برايان ديفيز
- 2000 جون تلوند
- 2002 Jeremy C Rickard
- 2004 Boris Zilber
- 2006 مايلز ريد
- 2008 Kevin Buzzard
- 2010 دوسا ماكدوف
- 2012 Ian Agol
- 2014 دان فريد، ميخائيل جاي هوبكينز & Constantin Teleman

## الحائزون على جائزة بيرويك
- 1947 آرثر جيفري ووكر
- 1949 Lionel Cooper  [لغات أخرى]‏
- 1951 David Bernard Scott
- 1953 Douglas Northcott
- 1955 Walter Hayman
- 1957 Claude Ambrose Rogers
- 1959 I M James  [لغات أخرى]‏
- 1961 مايكل عطية
- 1963 فرانك ادامز
- 1965 س. تي س. وول
- 1967 John Kingman
- 1969 غراهام ألان
- 1971 جون هورتون كونواي
- 1973 D G Larman
- 1975 R G Haydon
- 1977 جورج لوستيغ
- 1979 بوب هيو
- 1981 Roger Heath-Brown
- 1983 D H Hamilton
- 1985 C J Read
- 1987 P A Linnell
- 1989 G R Robinson
- 1991 W W Crawley-Boevey  [لغات أخرى]‏
- 1993 تريفور وولي
- 1995 J P C Greenlees
- 1997 دوغالد ماكفيرسن
- 1999 D Burns
- 2001 ماركوس دو سوتوي
- 2003 Tom Bridgeland
- 2005 I G Gordon
- 2007 لم تسلم
- 2009 Joseph Chuang and Radha Kessar
- 2011 لم تسلم
- 2013 لم تسلم
- 2015 Pierre Emmanuel Caprace، Nicolas Monod[1]